# 裕榮食品
裕榮食品股份有限公司（英語：Yu Zong Foods Co., Ltd.，簡稱：裕榮食品）是臺灣的一家零食廠商，總公司位於高雄市大寮區，招牌產品「蝦味先」是臺灣家喻戶曉的國民零食；其他產品如「燒番麥」、「巴比Q」等也頗具知名度。創辦人兼董事長洪宗喜，早年在鼓山區碼頭邊以製冰廠起家，後開始嘗試作遠洋漁業貿易，將鮪魚及冷凍蝦透過日本三菱貿易外銷歐美等國家，因為擁有三菱貿易的夥伴關係，以「品牌」與「品質」雙管齊下，一躍成為國民零食的代名詞，而誕生了蝦味先系列的零食餅乾。

## 食品安全問題

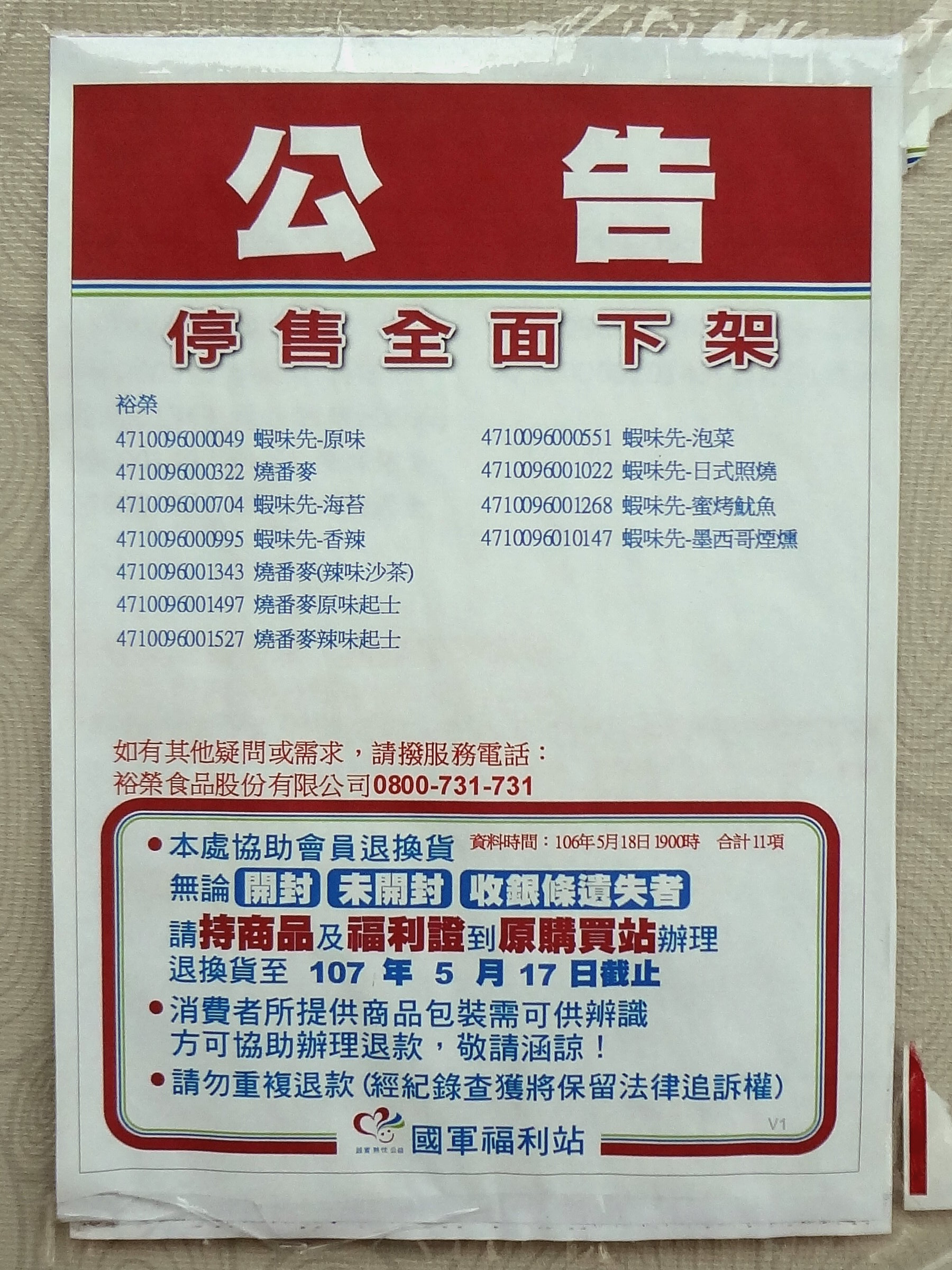
蝦味先全系列產品曾被全面下架

2017年5月18日，衛生福利部食品藥物管理署發布，蝦味先被發現使用過期的無水檸檬酸、柴魚粉等食品原料。高雄市政府衛生局通報臺灣高雄地方法院檢察署搜索裕榮食品大寮廠，當場查扣共161.5公斤原料，加上庫存的問題產品，總計查扣封存原料與產品共2,371公斤。高雄市政府衛生局命令裕榮食品暫時停業、5月20日0時完成蝦味先全系列產品全面下架，裕榮食品網站發布道歉聲明。
2024年2月高雄市衛生局追查發現雲林縣濟生公司斗六廠生產含有致癌物蘇丹紅色素3號的辣椒粉，有8公斤流向生產零嘴「蝦味先」的高雄市裕榮食品股份有限公司，業者已製成在今年1月至2月初製成香辣口味的蝦味先，產品共3萬1208.65公斤，分裝成60公克、80公克、115公克及300公克4種包裝，共36萬6841包，僅1300多包庫存，其餘都已流向賣場通路，衛生局已責令業者通知全國各下游通路緊急下架回收。

## 重新上架
2017年10月30日，高雄市政府衛生局前往裕榮食品現場稽核，裕榮食品已無違反《食品安全衛生管理法》規定之事，衛生局依《食品安全衛生管理法》規定及現場查核結果准予復工。2017年11月3日，裕榮食品已完成過期原料銷毀、衛生環境的改善，並做好原料分區管理，得到高雄市衛生局的同意下復工。
2017年12月21日，裕榮食品重新在統一超商上架相關產品。
2018年11月22日，關於裕榮食品使用過期原料產製食品一案，高雄高等行政法院判決，刑事案件尚未定讞，高雄市政府衛生局就對裕榮食品開罰，有違行政罰與刑罰競合「一事不二罰」原則，因此撤銷原裁罰，並需退還新臺幣720萬元罰緩。
2021年，高雄地檢署起訴洪宗喜、廠長蘇天進、財務經理謝建平二審宣判，以食品安全衛生管理法「販賣逾有效日期食品，情節重大足以危害人體健康之虞罪」，向3人判刑1年至2年；裕榮食品判罰金新台幣2,000萬元，沒收販售逾期食品所得1,974萬5,005元。全案確定。

## 外部連結
- 裕榮食品 （页面存档备份，存于）
- 台灣公司資料 （页面存档备份，存于）
- 裕榮食品蝦味先的Facebook專頁